# 엠파이어 어스
《엠파이어 어스》(Empire Earth)는 2001년 스테인리스 스틸 스튜디오에서 개발한 실시간 전략 시뮬레이션 게임이다.

## 시리즈
Empire Earth는 Stainless Steel Studios에서 2001년에 출시되었다. 확장 팩 Empire Earth: The Art of Conquest는 2002년에 출시되었다. 오리지널 게임과 확장 팩의 합본인 Empire Earth Gold Edition은 2003년에 출시되었다.
역시 Stainless Steel Studios에서 2003년에 출시된 Empires: Dawn of the Modern World는 Empire Earth의 비공식 후속작 취급을 받는다. Empire Earth와 같은 엔진을 사용하고 조작법도 거의 동일하지만 화약 시대와 세계 대전 시대만 다루고 있다.
Empire Earth II는 2005년에 출시되었고, 확장 팩 Empire Earth II: The Art of Supremacy는 2006년에 출시되었다. Mad Doc Software에서 개발하고 Vivendi Universal Games에서 판매하였다.
2005년에는 모바일 게임 Empire Earth Mobile도 출시되었다.
Empire Earth III는 2007년에 출시되었다. Mad Doc Software에서 개발하였고 Sierra Entertainment에서 판매하였다.
II와 III는 정식 후속작이지만 개발사가 달라 게임 분위기가 달라져서 Empire Earth와는 많이 다르다.

### Empire Earth
선사 시대, 석기 시대, 순동기 시대, 청동기 시대, 암흑 시대, 중세 시대, 르네상스 시대, 제국 시대, 산업 시대, 원자-WW1 시대, 원자-WW2 시대, 원자-근대 시대, 디지털 시대, 나노 시대의 14개 시대로 이루어져 있다.
산업 시대에는 공중 유닛이 처음으로 나온다.
원자-WW1 시대에는 기병 유닛이 없어지고 탱크가 등장한다.
원자-WW2 시대에는 핵 폭격기와 항공모함이 등장한다.
원자-근대 시대는 핵 잠수함 트라이던트 등 현대 무기가 나온다.
디지털 시대에는 레이저 무기가 나온다. 또한 현대 과학을 초월하는 로봇 병기들이 나온다.
나노 시대에는 워프 등 현대 과학을 완전히 초월하는 기술들이 나온다.

### The Art of Conquest
15번째 시대로 우주 시대 (Space Age)가 추가되었다. 말 그대로 우주 전쟁이 가능하다. 우주 배경의 새로운 지형과 우주 유닛, 그리고 우주 건물들이 추가되었다.

## 지도 종류
1판의 확장 팩 Empire Earth: The Art of Conquest를 기준으로 12개의 Map Type이 있다. 7개는 지구 맵이고, 4개는 우주 맵이며, 1개는 지구에서 우주로 가는 맵이다. Original에는 7개의 지구 맵만 있다.
Continental은 중앙에 큰 대륙이 하나 있고 주변을 바다가 둘러싸고 있으며 Mediterranean은 중앙에 바다가 있다. Highlands는 바다가 없는 산악 지대이고 Plains는 바다가 없는 평야 지대이다. Large Islands는 큰 섬들이고, Small Islands는 작은 섬들이다. Tournament Islands는 Small Islands와 비슷해보이던데 차이를 잘 모르겠다.
Planets Earth는 Continental과 동일하지만 바다 대신에 우주가 있다. 항구 짓듯이 우주 기지를 짓고 배를 뽑듯이 우주 전함을 뽑으면 된다. Planets Mars는 Planets Earth와 비슷하지만 육지가 지구스럽지 않고 화성스럽다. Planets Large는 Large Islands와 비슷하지만 대신 우주가 배경이다. Planets Satellite와 Planets Small은 Small Islands와 비슷하지만 배경이 우주이다.
우주 배경 지도에서는 Planets Earth를 제외하고는 나무 대신에 Carbon Deposit이 나온다. 어떤 지도에서는 Carbon Deposit과 나무가 동시에 나오기도 한다. 어쨌든 자원 창에서는 나무와 동일하게 취급한다.
Space Carrier 등 우주선들은 배 취급하여 행성(육지) 위로는 올라올 수 없다. 단, Space Carrier에서 생산하는 Space Fighter는 비행기 취급하여 우주 공간과 행성 공간을 마음대로 왔다갔다 할 수 있다.
처음에 맵을 선택할 때 Resources를 Deathmatch로 선택하면 초기 자원을 많이 가진 상태에서 시작하여 초반부 자원 모으는 수고를 덜 수 있다.

## 같이 보기
- 에이지 오브 엠파이어